# كايو زامبيري
كايو زامبيري (بالبرتغالية: Caio Zampieri‏) مواليد 27 مايو 1986 في البرازيل، هو لاعب كرة مضرب برازيلي بدأ مسيرته كمحترف سنة 2005 يلعب باليد اليمنى ويحتل حالياً المرتبة رقم. 481 (مايو 12, 2014) في تصنيف رابطة محترفي كرة المضرب. أعلى تصنيف له في الفردي كان المركز الـ 182 في سنة 2010.

## روابط خارجية
- كايو زامبيري على موقع رابطة محترفي التنس (الإنجليزية)
- كايو زامبيري على موقع الاتحاد الدولي لكرة المضرب (الإنجليزية)
- كايو زامبيري على موقع كأس ديفيز (الإنجليزية)
- كايو زامبيري على موقع خلاصة التنس.كوم (الإنجليزية)
- كايو زامبيري على موقع إي إس بي إن.كوم (الإنجليزية)